# Cyber Luxeon
Cyber Luxeon（さいばーらくせおん）は、サイバーテックが開発・販売しているXMLデータベースである。
オブジェクトデータベース ObjectStore をコアエンジンとしXMLデータをDOM形式で格納することが特徴である。

## 歴史
eXcelon
エクセロン。米オブジェクトデザイン社によって1998年に発表され1999年から販売された最初期の商用XMLデータベースの一つ。
Sonic XIS
2002年 米プログレスソフトウェア社により米エクセロン社（旧オブジェクトデザイン社）が買収され、eXcelonはSonic XISとなった。
Cyber Luxeon
Sonic XISの開発・販売・サポートは2005年に株式会社サイバーテックに移管された。2006年2月にCyber Luxeon 1.0をリリース。9月にCyber Luxeon 2.0をリリース。